# 骆抗先
骆抗先（1931年—），男，浙江诸暨人，中国传染病学专家，现任南方医科大学南方医院主任医师、教授、博士生导师。